# Johann Melchior Dinglinger

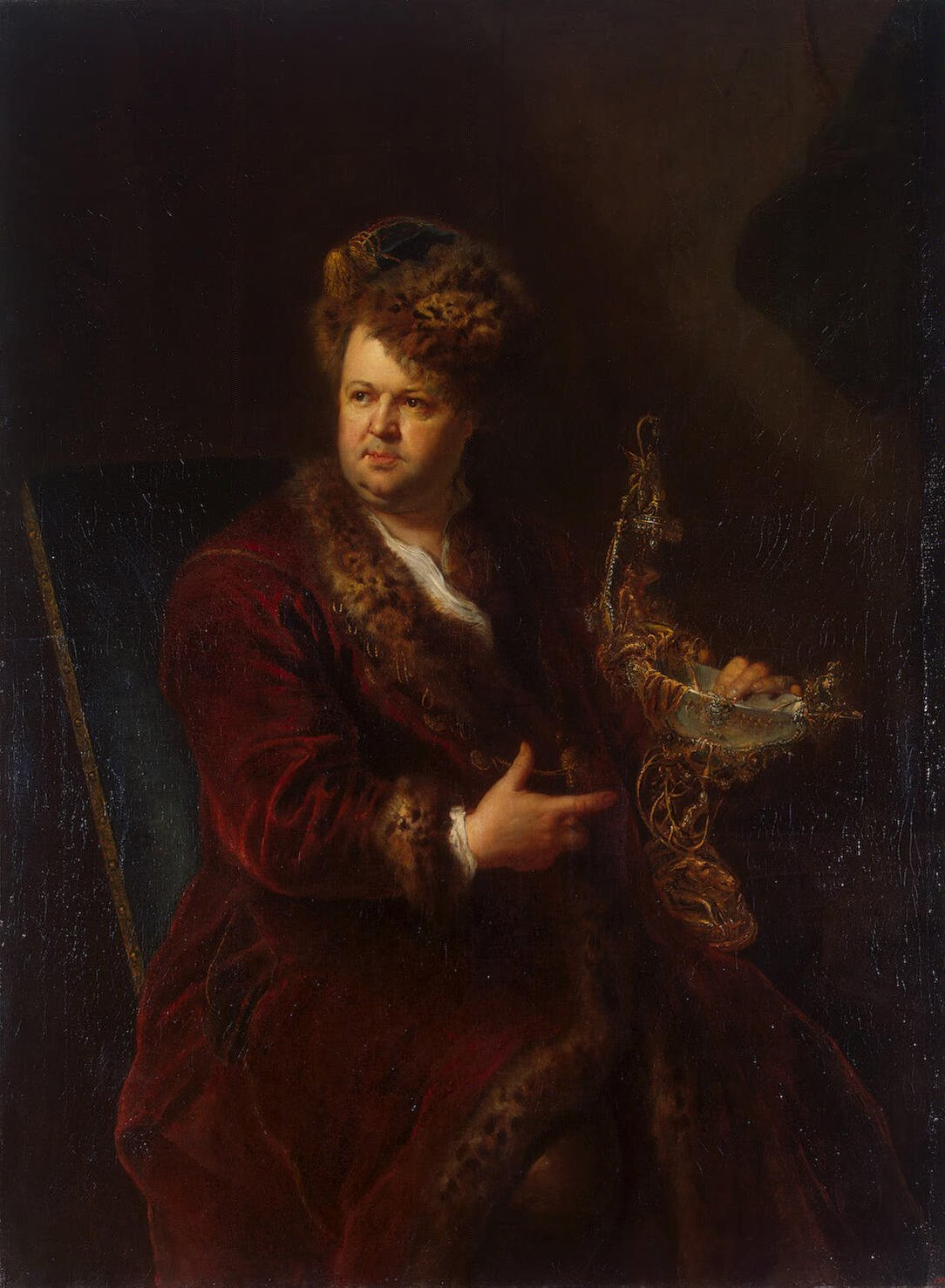
Johann Melchior Dinglinger, ritratto di Antoine Pesne intorno al 1721

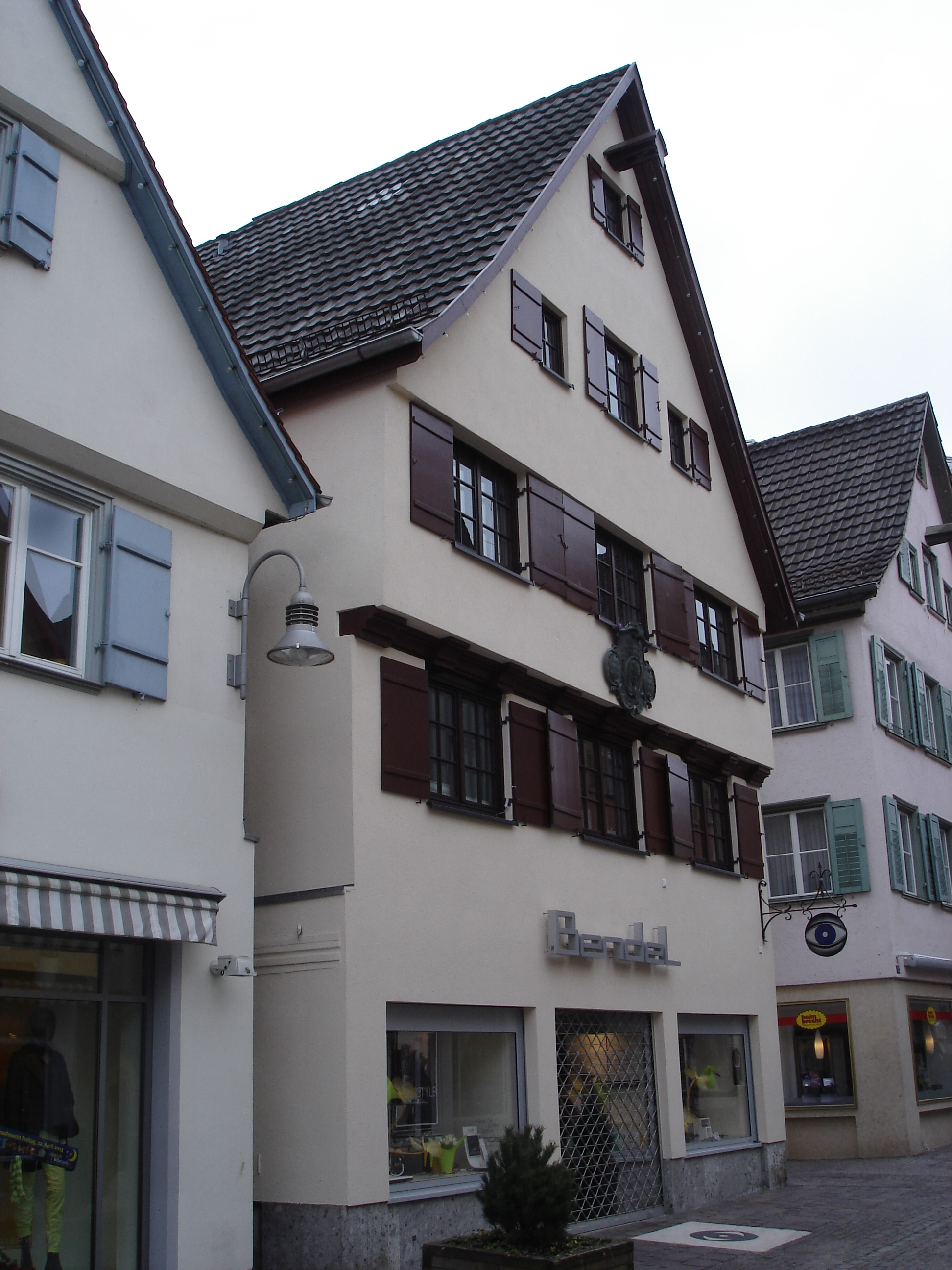
Luogo di nascita di Dinglinger a Biberach

Johann Melchior Dinglinger (Biberach an der Riß, 26 dicembre 1664 – Dresda, 6 marzo 1731) è stato un orafo tedesco divento gioielliere di corte di Augusto il Forte.

## Biografia

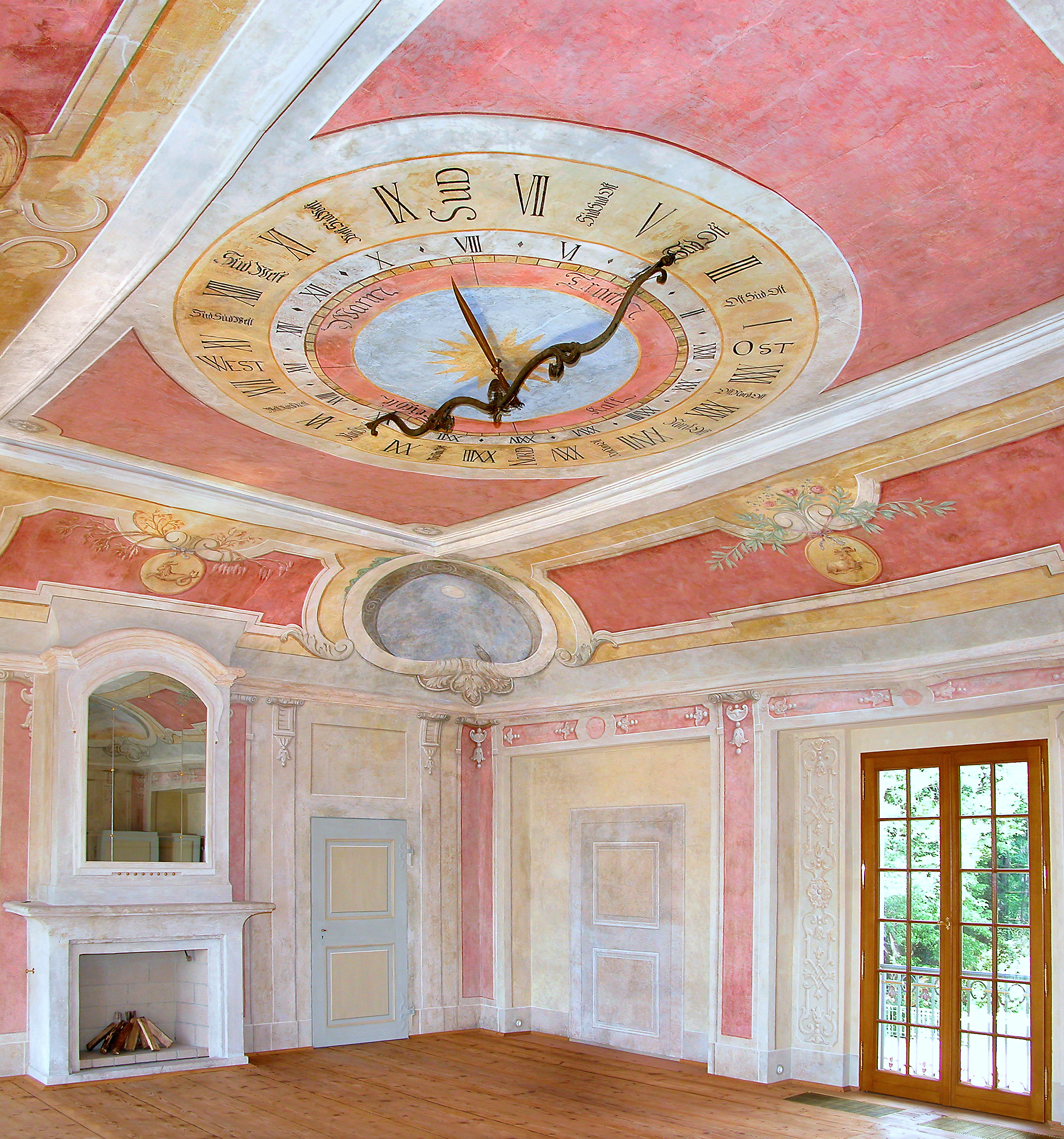
Casa di campagna di Dinglingers a Loschwitz

Johann Melchior Dinglinger imparò l'arte orafa a Ulma. Si trasferì a Dresda, nel 1692, e venne accettato nella corporazione degli orafi nel 1693. Nel 1698 fu nominato gioielliere di corte da Augusto il Forte. Lavorò a Dresda fino alla sua morte nel 1731, si sposò cinque volte ed ebbe 23 figli. La sua tomba nel vecchio cimitero Johanniskirchhof non è sopravvissuta.
Dinglinger è stato uno dei più importanti orafi barocchi. Avvalendosi della collaborazione di 14 orafi, creò magnifici gioielli nel suo laboratorio, tra cui il Golden Coffee Stuff e il Court State of Delhi, con le sue 132 figure, un'importante opera di gioielleria barocca. Lo zar russo Pietro il Grande apprezzò il magnifico lavoro e fece diversi ordini al gioielliere di corte di Dresda.
Con la fontana Dinglingerbrunnen, il gioielliere creò un monumento speciale. In origine era addossata ad una parete del cortile in Frauengasse 9  dove viveva lo stesso Dinglinger. A causa delle sue curiosità - un osservatorio, un orologio meteorologico e uno spruzzatore antincendio - la casa era una delle attrazioni di Dresda. Durante la guerra dei sette anni, la casa fu incendiata e successivamente ricostruita. Durante la seconda guerra mondiale, tutti gli edifici del Neumarktviertel furono in gran parte distrutti, inclusa la Dinglingerhaus. La fontana è stata conservata ed è stata attaccata al Gewandhaus nel 1966. Dinglinger possedeva anche una casa di campagna con un vigneto a Loschwitz, il vigneto di Dinglinger sull'attuale Schevenstrasse.

## Opere

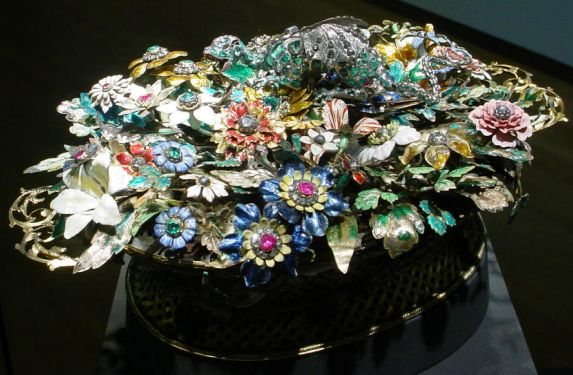
Cesto di fiori (1697–1701) nel Museo Braith-Mali a Biberach an der Riß

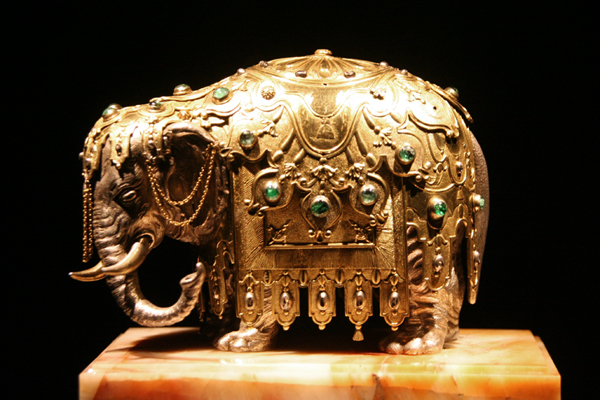
Elefante Gotha (intorno al 1720), Castello di Friedenstein

Le sue splendide opere, ad esempio The Golden Coffee Stuff del 1701 o Bath of Diana, sono conservate nella Grünes Gewölbe di Dresda.
Dinglinger creò la sua opera più famosa insieme ai suoi fratelli, lo smaltista Georg Friedrich (1666–1720) e il gioielliere Georg Christoph (1668–1728), nonché gli aiutanti del suo laboratorio tra il 1701 e il 1708: il Court State of Delhi per il giorno del compleanno del grande magnate Aureng-Zeb, è composto da 132 figure dorate e smaltate, decorate con 5.223 diamanti, 189 rubini, 175 smeraldi, 53 perle e uno zaffiro. Dinglinger creò l'opera senza che nessuno gliela avesse ordinata e la vendette al re Augusto il Forte per 60.000 talleri. Questa somma enorme, dopo l'occupazione della Sassonia da parte di Carlo XII di Svezia, riuscì difficile da pagare per Augusto. Nel 1713 la maggior parte della somma era stata pagata.

Opere di Dinglinger nella Grünen Gewölbe a Dresda
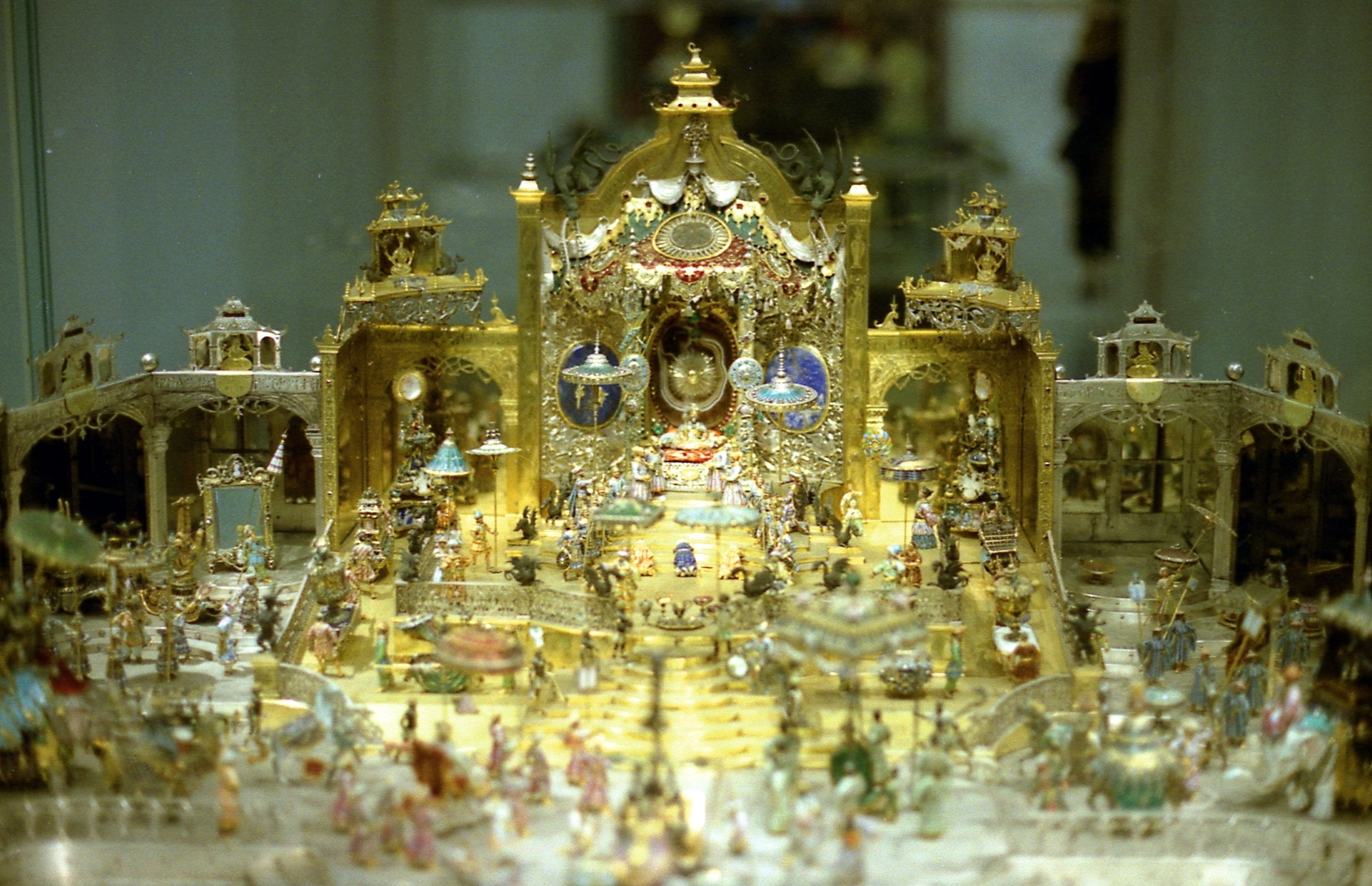
La corte reale di Delhi nel giorno del compleanno  del grande magnate Aurangzeb
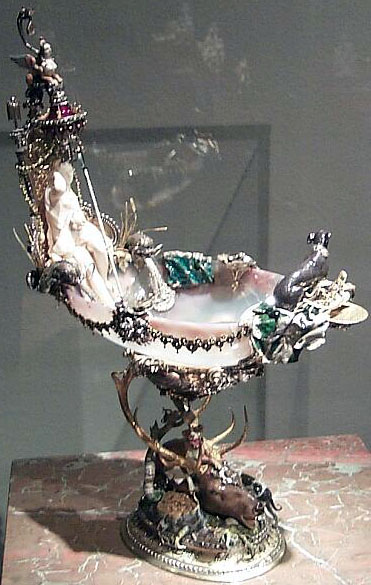
Bagno di Diana
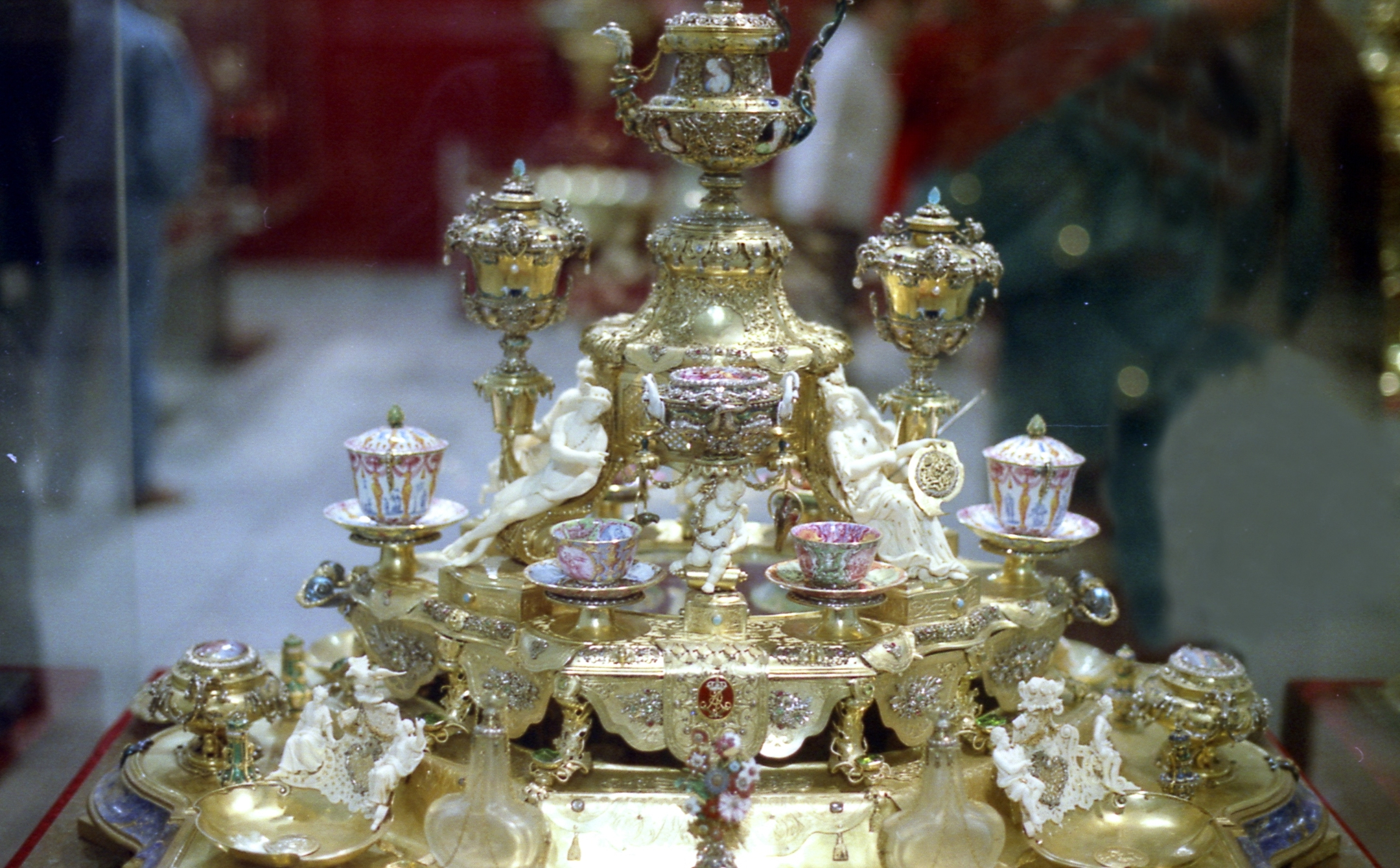
The Golden Coffee